# Giuseppe Cassieri
Giuseppe Cassieri (Rodi Garganico, 23 gennaio 1926 – Roma, 30 ottobre 2008) è stato uno scrittore, commediografo e saggista italiano.

## Biografia
Discendente di una famiglia di tradizioni marinare – suo nonno Andrea era nato a Patrasso, sull'onda di un progressivo spostamento verso Occidente dei Cassieri, originari della regione di Kayseri, l'antica Cesarea, nel cuore dell'Anatolia – frequenta le elementari a Rodi, poi studia al Collegio di Fermo e quindi al Convitto nazionale di Lucera. All'indomani dell'armistizio, nel settembre del 1943, parte per Napoli, dove si iscrive alla facoltà di Lettere e Filosofia appassionandosi ai corsi di Adolfo Omodeo.
Ma a Napoli preferisce Firenze. Allievo di Eugenio Garin, nel 1947, a 21 anni, si laurea in Filosofia morale con una tesi su Giambattista Vico. Un'altra fonte lo vuole invece laureato in Storia e Filosofia con una tesi "da pomeriggio d'estate" su Jacopo Stellini.
A Firenze incontra Giovanni Papini: la complessa personalità dell'intellettuale sulla via della cecità affascina il giovane Cassieri, che ne diviene il lettore pur rimanendo convintamente anti-papiniano. Papini è il primo a intuire il valore letterario di Cassieri, che a Firenze pubblica i primi racconti su Il nuovo Corriere, poi diretto da Romano Bilenchi.
Nel 1950 si trasferisce a Roma, città che apprezza senza amare, ma punto d'arrivo ineludibile per i giovani intellettuali dell'epoca. Esordisce nel 1952 con il romanzo di protesta Aria cupa, per il quale fu sottoposto a processo. Collabora con diversi giornali. Sposa Mariella Tedeschi, incontrata nella redazione de Il giornale della sera diretto da Virgilio Lilli. Oltre che moglie, Mariella sarà la sua collaboratrice già nella prima edizione dell'antologia La Ronda 1919-1923 (Landi, Firenze 1955), con prefazione di Emilio Cecchi.
Viaggia spesso all'estero: dalla Grecia ai Paesi Bassi, dalla Cecoslovacchia alla Germania, dalla Spagna del morente franchismo alla Jugoslavia titina, alla Scandinavia, a Israele, alla Turchia, alla Polonia, all'America latina. A metà degli anni sessanta compie un lungo viaggio negli Stati Uniti, punteggiato da incontri e conferenze, da cui ricava suggestioni contrastanti.
Dai primi anni 60 trascorre periodi sempre più lunghi nel Golfo di Gaeta, dove ambienta uno dei romanzi di maggiore successo, Le trombe (Bompiani, 1965).
Muore a Roma all'età di 82 anni.

## Opere
( Mario Lunetta, La ricerca della 'morte sicura', laRinascita, 2005.)

Giuseppe Cassieri con la moglie Mariella Tedeschi a Gaeta nel 1991

Aria cupa segna l'esordio narrativo: romanzo di impronta biografica, viene accolto favorevolmente dalla critica. I giurati del Premio Gargano, tra i quali Goffredo Bellonci e Guglielmo Petroni, proclamano Cassieri vincitore. È il 1952 e la trama del libro, che coinvolge tentazioni e piccole meschinità del microcosmo narrato dallo scrittore, suscita vivaci polemiche. Una lontana parente, che si riconosce in uno dei personaggi, denuncia l'autore. La vicenda diventa un caso letterario e giudiziario seguito dai giornali. Cassieri, difeso dall'avvocato Titta Madia, riceve il sostegno di personalità come Vasco Pratolini, Tommaso Fiore, Enrico Falqui, Maria Bellonci e Elio Vittorini. Ciò nonostante l'autore viene condannato per diffamazione e solo una provvidenziale amnistia gli eviterà la pena.
Con Dove abita il prossimo del 1954 (Premio Veillon) e I delfini sulle tombe del 1958 (Premio Salento), entrambi pubblicati da Vallecchi, si chiude la trilogia naturalistica di Cassieri, che da La Cocuzza (Bompiani, 1960) in poi individua un proprio, particolarissimo campo d'espressione che sfugge alle definizioni in voga.
( Enzo Mazza, Letteratura Italiana - Novecento, Marzorati, 1992.)
Finalista al Premio Strega nel 1962 con Il calcinaccio, presentato per Bompiani da Umberto Eco e poi ancora nel 1965 con Le trombe (Bompiani), Cassieri rafforza la propria impronta originale nel panorama letterario italiano.
I suoi interlocutori di allora sono quelli con cui resterà in contatto per decenni: Carlo Bernari, Domenico Rea, Giovanni Macchia, Ottiero Ottieri, Giacinto Spagnoletti, Walter Pedullà, Libero de Libero, Raffaele La Capria, Franco Ferrarotti, Rosetta Rota Flaiano, Ruggero Guarini, Alfonso Di Nola. In sintonia con Giorgio Manganelli, fu tra i primi, sulla Terza pagina de Il Messaggero a elogiare un autore incompreso, suicida, come il Guido Morselli di Roma senza Papa.
Cassieri collabora, con elzeviri e racconti, con Il Mattino, La Nazione, Il Gazzettino, La Gazzetta del Popolo, La Gazzetta del Mezzogiorno, La Stampa.
Negli anni settanta ha sul Messaggero una rubrica dal titolo Kulturmarket, dedicata alle mistificazioni del mercato editoriale. Negli anni ottanta, su L'Espresso, la rubrica si chiama Da evitare, e si conferma uno dei rari luoghi in cui sopravvive, in quella fase, l'esercizio critico fino alla stroncatura. Sulla stessa linea è la scelta di Cassieri di non prendere parte alle giurie dei premi letterari.
Autore di radiodrammi per il Terzo programma della Rai fin dai tardi anni cinquanta, Cassieri è uno dei primi scrittori italiani, insieme a Natalia Ginzburg, a credere e a sperimentare il linguaggio televisivo, premiato dal successo della trasposizione in TV del romanzo La cocuzza (Gastone Moschin nei panni del protagonista). Seguiranno numerosi "originali televisivi", raccolti in L'amor glaciale (Garzanti, 1975), interpretati per la televisione da Gianrico Tedeschi, Giulio Bosetti, Mario Maranzana, Mario Pisu, Vittorio Mezzogiorno, Valeria Valeri, fra i quali Fuorigioco ("racconto televisivo" del 1973).
Nel 1977 firma la trasposizione televisiva Don Giovanni in Sicilia dell'omonima opera di Vitaliano Brancati, interpretato da Domenico Modugno, che risulterà uno dei programmi più visti della televisione italiana.
È finalista al Premio Campiello nel 1979 con il romanzo Ingannare l'attesa, mentre con il testo teatrale Un asino al patibolo vince il Premio Flaiano (1980).
Opere di Cassieri sono state tradotte negli Stati Uniti, in Polonia, in Germania, in Cecoslovacchia e in Russia.
( Lorenzo Mondo, La scrittura di Cassieri ironica e tagliente, La Stampa, 2008.)

### Romanzi

Giuseppe Cassieri nel 1963

- Aria cupa, 1952, Mediterranea, Roma
- Dove abita il prossimo, 1954, (premio Veillon 1955), Vallecchi
- I delfini sulle tombe, 1958, (premio Salento), Vallecchi
- La cocuzza, 1960, Bompiani
- Notturno d'albergo, 1961, Feltrinelli
- Il calcinaccio, 1962 edito da Bompiani
- Le trombe, 1965 edito da Bompiani
- Andare a Liverpool, 1968, Feltrinelli, collana I Narratori, 131
- Offerta speciale, 1971 edito da Feltrinelli
- Le caste pareti, 1973 edito da Garzanti
- Estate in Magnagrecia, 1977 edito da Garzanti
- Ingannare l'attesa, 1979 edito da Garzanti, Premio Selezione Campiello[4]
- Diario di un convertito, 1986 edito da Mondadori
- I festeggiamenti, 1989 edito da Rizzoli
- La colombina, 1991 edito da Longanesi
- Esame di coscienza di un candidato, 1993 edito da Longanesi
- La campana di mezzanotte, 1995 edito da Longanesi
- I giubilanti, 1997 edito da Marsilio
- Il muro di Gutenberg, 1999 edito da Marsilio
- Homo felix, 2002 edito da Marsilio
- La strada del ritorno, 2005 edito da Manni
- Poetica di un infelice, 2008 edito da Manni

### Racconti, saggi, testi teatrali
- La siesta, (racconti) 1959, Sodalizio del libro, Venezia
- Un letto per dormire, (racconti) 1965, Nuova Accademia editrice, Milano
- Il valore commerciale, 1967 (pièce per il teatro)
- L'amor glaciale, 1975, edito da Garzanti
- Kulturmarket, 1977 edito da Garzanti
- Un asino al patibolo[5], 1977, edito da Rai Eri
- Letture di traverso, 1985 edito da Dedalo
- Regime di brezza, 1990 edito da Dedalo
- Kulturmarket 2, 1999 edito da Palomar
- Paesaggio con figure. Dallo Sperone al Tacco, 2000 edito da Schena Editore
- Scommesse e altri racconti, 2006 edito da Manni

## Premi e riconoscimenti
- Premio Flaiano - Teatro
  - 1980 - Miglior autore per Un asino al patibolo[6]